# Ежова, Елена Ивановна
Еле́на Ива́новна Ежо́ва (по мужу Гу́сева, 1793 (некоторые словари ошибочно называют датой рождения 1787, но в этот год родилась её сестра Екатерина) — 21 или 27 февраля 1853) — артистка Петербургской императорской труппы, оперная певица (сопрано и меццо-сопрано) и драматическая актриса.
По первому мужу Глухарёва, по второму браку Гусева.

## Биография
Родная сестра: драматическая актриса той же Петербургской труппы Екатерина Ежова; на той же сцене служила ещё одна сестра Мария (Марья).
Елена Ивановна Ежова, как и её сестры, была отдана учиться в Петербургскую театральную школу, и ещё ученицей впервые вышла на сцену в 1806 году, исполнив роль Фетиньи в опере «Мельник — колдун, обманщик и сват» М. М. Соколовского. Окончив театральную школу в 1809 году, сразу была определена в оперную часть Петербургской императорской труппы. Помимо академических оперных ролей исполняла народные песни. Всю свою творческую жизнь она выступала на сцене Большого Каменного театра — сначала как оперная певица, а с возрастом (в 1820-х гг.) полностью перешла в драматическую часть.
Была драматической актрисой комического амплуа, создавая на сцене в основном образы простолюдинок: солдаток, кухарок, нянь, свах, сварливых баб. Современная критика называла отличительными свойствами дарования актрисы «внешнюю выразительность, искренность тона, богатство речевых интонаций и ярко подчёркнутую типичность» и оценивала её влияние на следующие поколения драматических актрис: её «влияние очень велико: ряд крупных артисток, как Ю. Н. Линская, М. М. Александрова, В. В. Стрельская, при исполнении женских комических ролей следовали традициям Гусевой».
Всего прослужила на Петербургской императорской сцене более 40 лет. Умерла на сцене, играя в комедии Сухонина «Русская свадьба».
Музыкальный репертуар исполняла п/у К. Кавоса.

## Оперные партии
- 1807 — «Русалка» С. И. Давыдова или К. Кавоса[7] — Велида (первая исполнительница)
- 1809 — «Девишник, или Филаткина свадьба» А. Н. Титова — Соломонида (первая исполнительница)
- 1818 — «Новый бедлам, или Прогулка в дом сумасшедших» Л. В. Маурера — Аглая (первая исполнительница)
- 1818 — «Опрокинутые повозки» Ф. А. Буальдьё — Г-жа Аврора де Глисенвий (впервые на русской сцене)
- 1819 — «Мельник — колдун, обманщик и сват» М. М. Соколовского — Фетинья (впервые в петербургском Большом театре)
- 1820 — «Новая суматоха, или Женихи чужих невест» К. Кавоса — Галчина (первая исполнительница)
- 1821 — «Суженого конём не объедешь, или Нет худа без добра» Л. Маурера — Гримардо (первая исполнительница)
- 1822 — «Карантин» А. Н. Верстовского и Л. В. Маурера — Бригадирша Арбатова
- 1823 — «Продажная одноколка» Ф. Е. Шольца — Андроновна (впервые в Петербурге)
- 1823 — «Лунная ночь, или Домовые» А. А. Алябьева — Трусимова (первая исполнительница)
- 1827 — «Моя жена выходит замуж» А. Алябьева и А. Н. Верстовского — Госпожа Бонишон (впервые в Петербурге)

## Драматические роли
- «Двоемужница, или Зачем пойдёшь, то и найдёшь» А. А. Шаховского — сваха Кузьминична (первая исполнительница)
- «Недоросль» Д. И. Фонвизина — Еремеевна
- 19 апреля 1836 года — «Ревизор» Н. В. Гоголя — слесарша Пошлёпкина (первая исполнительница)
- 9 декабря 1842 — «Женитьба» — сваха Фёкла (первая исполнительница)
- 20 января 1884 — «Без вины виноватые» А. Н. Островского — Аннушка (впервые в Санкт-Петербурге)

Кроме того, на счету Елены Ивановны громадное количество водевильных ролей репертуара 1830—1840 гг.

## Партнёры
Е. П. Бобров, А. И. Вальберхова, М. В. Величкин, Я. С. Воробьёв, К. И. Гамбуров, Фёдор Григорьев, А. П. Долбилов, Е. М. Карайкина, Г. Ф. Климовский, М. С. Лебедев, А. Поляков, А. Е. Пономарев, Х. Ф. Рахманова, Е. В. Рыкалова, В. М. Самойлов, С. В. Самойлова, Н. С. Семёнова, Е. Я. Сосницкая, М. А. Чудин, Василий С. Шарапов, В. А. Шемаев, И. И. Сосницкий, А. Е. Мартынов, А. И. Афанасьев, Н. О. Дюр, В. Н. Асенкова, Григорьев 1-й, Григорьев 2-й, П. И. Толченов, П. К. Бормотова, Н. Г. Беккер, Л. П. Фалеев и мн.др.